# Eduardo Mateo
Eduardo Mateo est un auteur-compositeur-interprète uruguayen né le 19 septembre 1940 à Montevideo et mort dans la même ville le 16 mai 1990 . Il est considéré comme une figure importante de la musique populaire uruguayenne, et comme un pionnier de la fusion des rythmes traditionnels du candombe et de la musique beat en provenance du Royaume-Uni, qui donna naissance au genre nommé candombe beat (es).